# Monastère Rouge
Le Monastère Rouge (arabe : الدير الاحمر) ou Le Monastère d'Apa Psoi  (Copte : ⲡⲙⲟⲛⲁⲥⲧⲏⲣⲓⲟⲛ ⲛ̀ⲧⲉ ⲁⲡⲁ ⲡⲯⲟⲓ) est un monastère copte orthodoxe nommé d'après un saint égyptien appelé Psoi  (Copte ⲯⲟⲓ) ou Pishoy  (Copte ⲡⲓϣⲱⲓ) (à ne faut pas confondre avec le célèbre Saint Bishoy). Il est situé près de la ville de Sohag en Haute-Égypte, et à environ 4 km au nord-ouest du monastère blanc.
Le nom du monastère vient de la couleur du matériau de construction de ses murs extérieurs, constitué de briques rouges (brûlées). Ces murs sont considérablement plus épais à la base qu'au sommet et, tout comme les murs des temples égyptiens antiques, ils sont surmontés de moulures en cavet. Le monastère Rouge est architecturalement similaire au monastère Blanc.

## Fondation et histoire ancienne

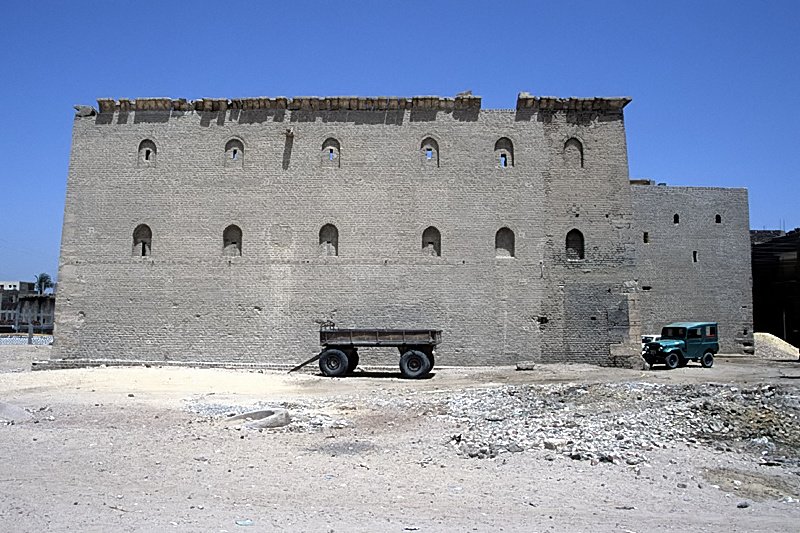
Mur extérieur du monastère avec un sommet de style égyptien antique

L'histoire de la fondation du Monastère Rouge n'est pas connue, et l'on pense qu'il a été construit au IVe siècle apr. J.-C. par un saint égyptien appelé Pishay. Ce saint était un contemporain de saint Pigol, fondateur du Monastère Blanc.
On ne sait presque rien de l'histoire du monastère Rouge (Deir al-Ahmar, Deir Anba Bishoi ou Bishai) près de Sohag, bien qu'il soit l'un des monastères chrétiens les plus célèbres d'Égypte. Il s'étend sur environ 2 milles (3,218688 km) au nord du Monastère Blanc, à l'extrême ouest des terres cultivées. Cependant, contrairement au monastère blanc, il est situé dans un petit village et certaines maisons se trouvent au sud et à l'est. La zone située au nord et à l’ouest du monastère est principalement recouverte de débris.
Son nom vient de la couleur de son matériau de construction, constitué de brique rouge (brûlée), de ses murs extérieurs, qui le distingue de son voisin proche, le Monastère Blanc, qui est en pierre. Ces murs sont considérablement plus épais à la base qu'au sommet et, comme les anciens temples pharaoniques, ainsi que le monastère Blanc, sont surmontés de moulures en cavet. Par ailleurs, ce monastère est architecturalement similaire au monastère Blanc et sa construction date très probablement de la même période (probablement le Ve siècle apr. J.-C.).
Le monastère était dédié à saint Pshoi (Bishoi en arabe), qui ne doit pas être confondu avec l'individu le plus célèbre qui vivait dans le Wadi al-Natroun. C'était un contemporain d'Apa Pjol, le fondateur du Monastère Blanc. Dans sa « Vie de Shenute », Besa dit que « le saint apa Pjol et le jeune homme Shenoute sont sortis en marchant ensemble, et avec eux est également parti l'apa Psoi (Pshoi) du mont Psoou. Lui aussi était un saint homme qui recherchait les choses divines » (Besa 9, p. 44). On peut donc identifier « Psoou » (Psou) au Monastère Rouge.
Même si l’historien arabe du XVe siècle Al-Maqrizi donne un nom au monastère, il ne raconte rien de son histoire. La raison probable est qu'il était étroitement lié au monastère blanc à cette époque. Dominique Vivant Denon a visité le monastère pendant la campagne de Napoléon en 1798-1799, mais affirme que l'établissement avait été saccagé et incendié par les Mamelouks quelques jours seulement avant son arrivée. Actuellement, le monastère n'est apparemment occupé que par quelques moines, mais l'église dessert toujours les communautés coptes des villages environnants, ainsi que les pèlerins qui viennent ici lors des grandes fêtes de l'année liturgique.

## Les églises

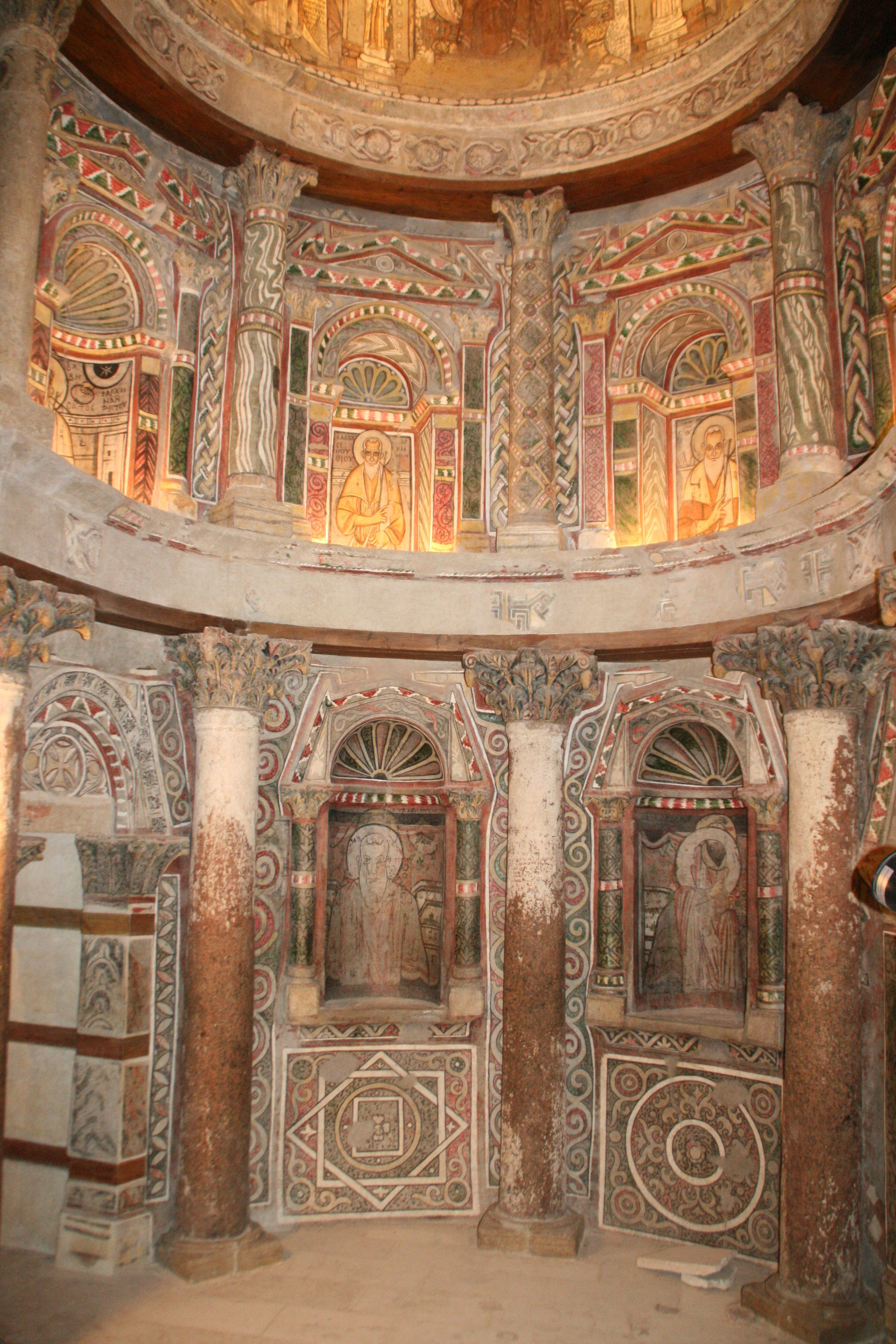
Intérieur du sanctuaire du monastère Rouge conservé (2012)

L'église Saint Pshoi (Bishoi) est située dans le coin nord-est du monastère. On sait que l'église principale du monastère, du nom de Saint-Pshoi, a été construite dans la seconde moitié du Ve siècle, sous la forme d'une basilique. Son architecture est également similaire à l'église Saint-Shenute du monastère blanc, bien que plus petite. Lui aussi est construit en brique rouge plutôt qu'en pierre.
Mesurant quarante-quatre mètres de longueur sur vingt-trois mètres de largeur, l'église ne possède pas de narthex ouest comme l'église du monastère blanc, mais tous les autres éléments sont identiques. La nef a de petits bas-côtés reliés à l'ouest, et il y a des galeries supérieures, des absides triconques et une grande salle rectangulaire du côté sud de l'édifice.
Certains éléments de cette église la distinguent cependant de l'église Saint-Chénouté du monastère blanc. Dans le monastère blanc, des matériaux de construction considérables ont été récupérés sur les édifices datant de la période pharaonique ou romaine, tandis que dans l'église du monastère rouge de Saint-Pshoï, les portails et les colonnes (bases, puits et chapiteaux) ont été réalisés pour ce bâtiment.

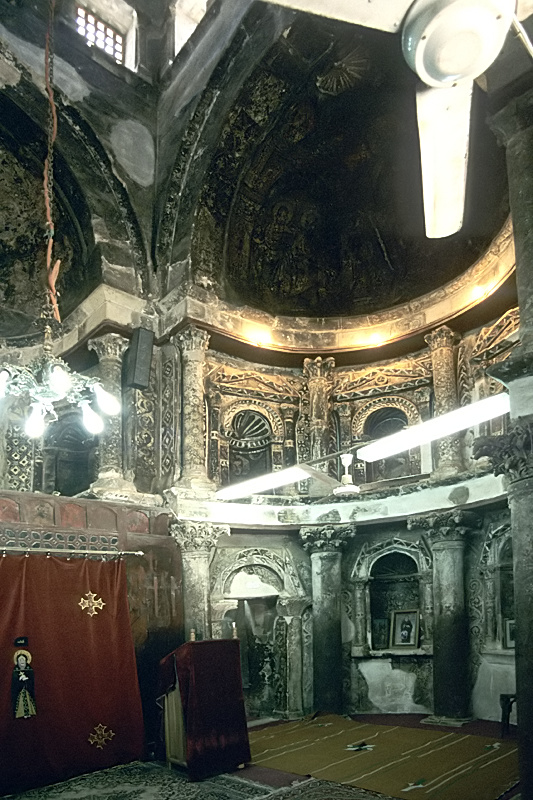
Intérieur de l'église (avant conservation)

De plus, il y a l'ajout de deux colonnes devant le presbytère de cette église. La relative étroitesse de l'arc de triomphe, pour des raisons de stabilité, créait une discordance entre la large nef et l'étroit passage vers le presbytère, et les deux colonnes constituaient une solution artistique et architecturale astucieuse qui résolvait les problèmes esthétiques en supprimant la divergence entre les dimensions de la nef et celles de l'entrée du sanctuaire. En fait, c’était une idée si brillante qu’elle fut ensuite utilisée dans pratiquement toutes les églises ayant une entrée étroite dans le presbytère.
Le sanctuaire des triconques est très beau. Elle présente trois absides agrémentées de deux ordres de niches superposées séparées par de petites colonnes élégantes. Ces colonnes sont entièrement peintes et prêtent à la richesse et au caractère sacré des espaces. Le motif du tympan brisé surmontant chaque niche est particulièrement intéressant. Attachées à l'écran haikal (sanctuaire) qui protège le sanctuaire des espaces publics se trouvent des icônes des saints Shenute, Bishoi et Bigoul. Les absides nord et sud n'ont pas d'autels.

## Histoire moderne
Actuellement, le monastère est occupé par un nombre rapidement croissant de moines. Les nombreuses églises (la plupart récentes) servent toujours les communautés coptes des villages environnants, ainsi que les pèlerins qui les visitent lors des grandes fêtes de l'année liturgique copte. De plus en plus de personnes des environs viennent désormais au Monastère Rouge pour entendre parler le Père Antonius. Aujourd'hui, le monastère revêt également une grande importance pour les historiens de l'art et de l'architecture. Il est le seul ensemble monumental d'architecture, de sculpture et de peinture (zones entièrement recouvertes de peinture) issues des périodes grecque, romaine et de l'Antiquité tardive dans toute la Méditerranée. La peinture de la zone triconque date entre la fin du Ve et la fin du VIe ou le début du VIIe siècle.
Depuis 2003, le Centre de recherche américain en Égypte a entrepris un projet de restauration et de conservation grâce à une subvention de l'Agence des États-Unis pour le développement international.
En 2017, une équipe de restaurateurs architecturaux, sous la direction de Nicholas Warner, a réalisé un projet de conservation du donjon à côté du mur sud de l'église qui a révélé un ancien système hydraulique de tuyaux en céramique.

## Voir également